# Psaliodes saja
Psaliodes saja är en fjärilsart som beskrevs av Paul Dognin 1893. Psaliodes saja ingår i släktet Psaliodes och familjen mätare. Inga underarter finns listade i Catalogue of Life.